# Alpette
Alpette is een gemeente in de Italiaanse provincie Turijn (regio Piëmont) en telt 278 inwoners (31-12-2004). De oppervlakte bedraagt 5,6 km², de bevolkingsdichtheid is 50 inwoners per km².

## Demografie
Alpette telt ongeveer 173 huishoudens. Het aantal inwoners daalde in de periode 1991-2001 met 8,8% volgens cijfers uit de tienjaarlijkse volkstellingen van ISTAT.
| Jaar | Inwoneraantal |
| ---- | ------------- |
| 1991 | 329           |
| 2001 | 300           |

## Geografie
De gemeente ligt op ongeveer 957 m boven zeeniveau.
Alpette grenst aan de volgende gemeenten: Pont-Canavese, Sparone, Cuorgnè, Canischio.

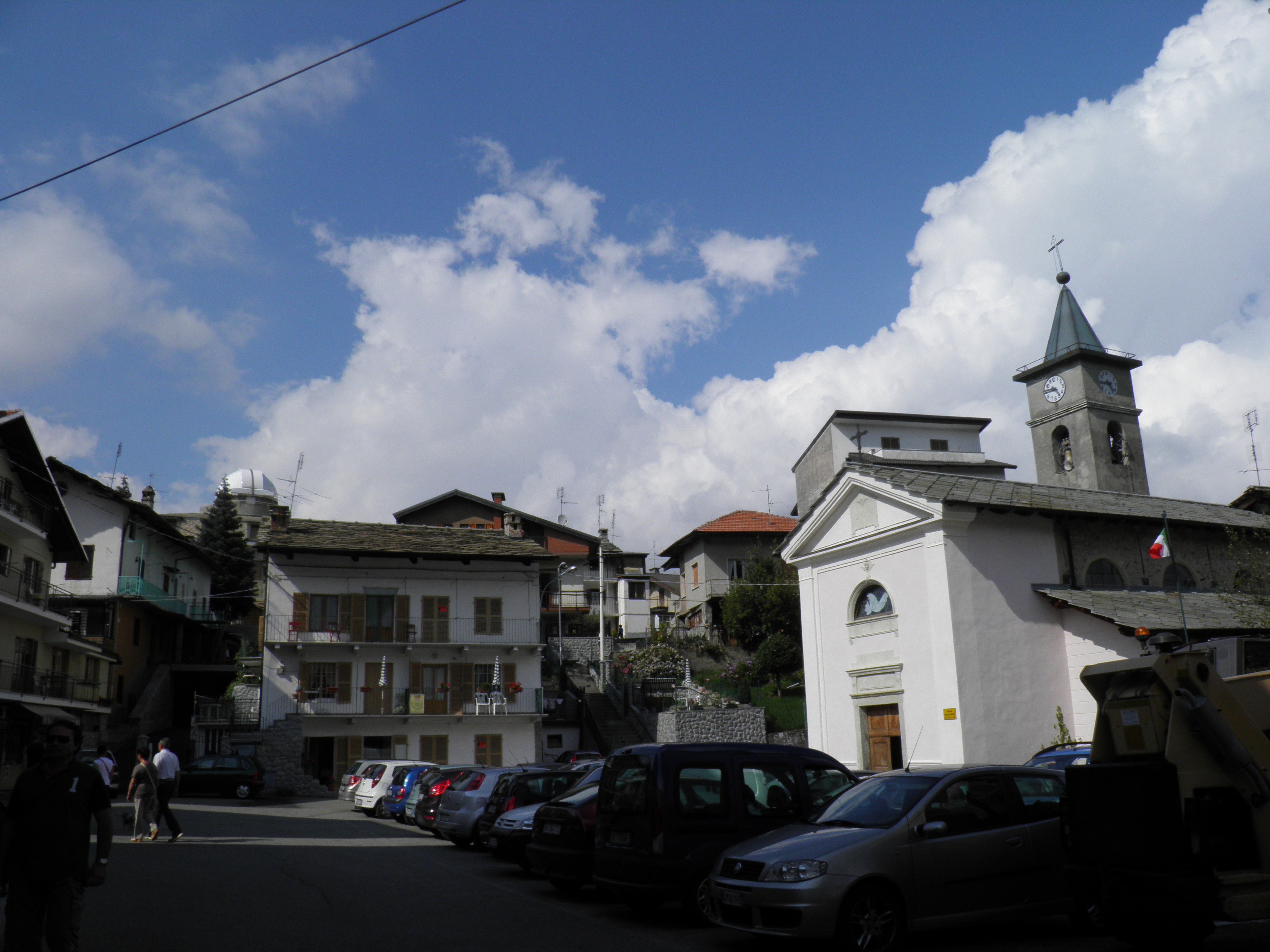
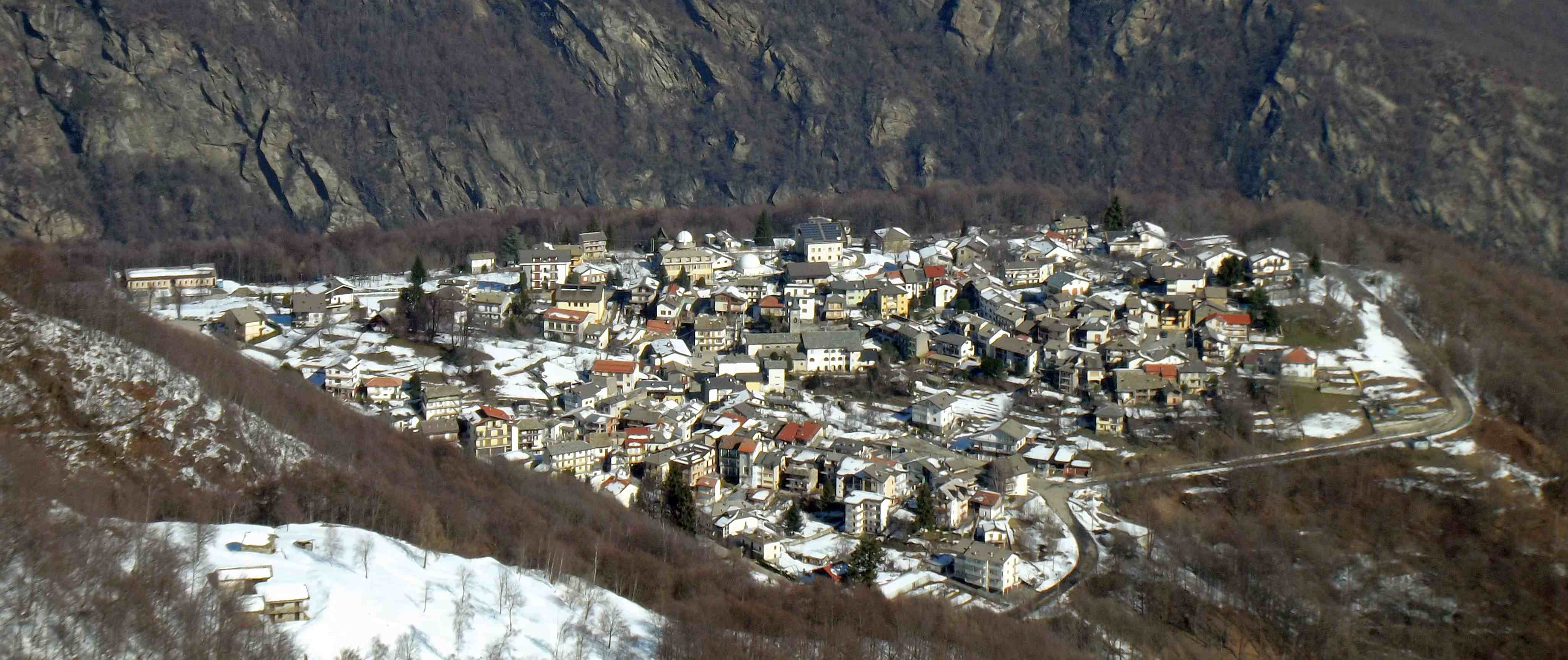
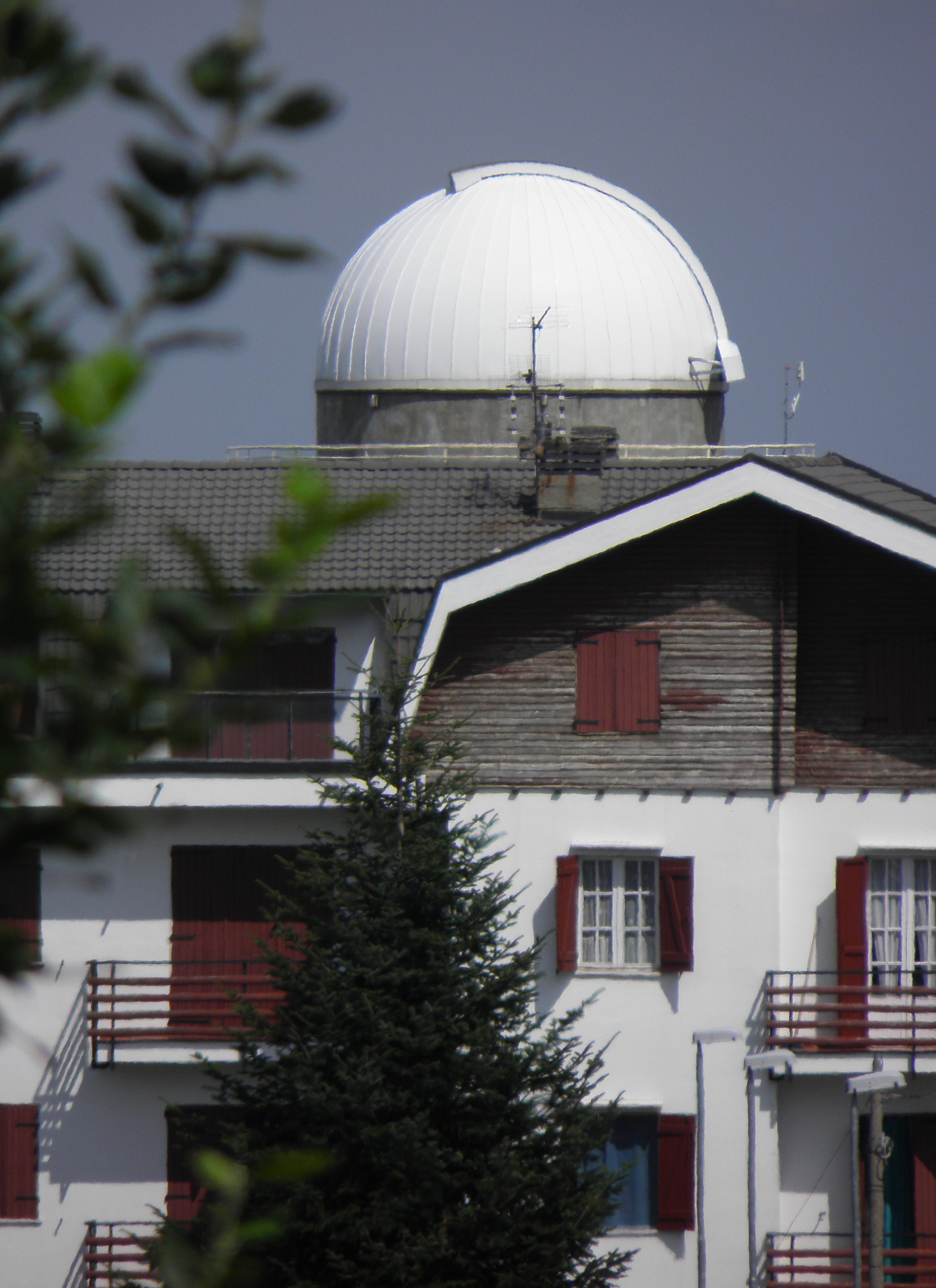

1. ↑  https://demo.istat.it/?l=it.